# Marek Kaczmarzyk
Marek Kaczmarzyk (ur. 30 listopada 1968 w Rybniku) – biolog, neurodydaktyk i memetyk. Autor podręczników i programów szkolnych. Doktorat z zakresu chronobiologii obronił w 1998 na Uniwersytecie Śląskim. Od roku 2000 do października 2019 roku kierownik Pracowni Dydaktyki Biologii (Wydział Biologii i Ochrony Środowiska, Uniwersytet Śląski). Od 2012 do 2018 roku prowadził Uniwersyteckie Towarzystwo Naukowe – Wszechnicę Śląską, działającą w ramach Centrum Kształcenia Ustawicznego UŚ. Od grudnia 2019 profesor Uniwersytetu Śląskiego. 
Propagator dydaktyki ewolucyjnej, dziedziny zajmującej się wyodrębnieniem, rozpoznaniem i praktycznym wykorzystaniem wpływu mechanizmów ewolucyjnych (zarówno ewolucji biologicznej, jak i kulturowej) na procesy uczenia się i nauczania.
Inicjator i główny organizator (obok Janiny Sabat i Krzysztofa Chyżaka) Ogólnopolskiego Sympozjum Naukowego Neurodydaktyki odbywającego się od 2015 roku rokrocznie w Uniwersytecie Śląskim w Katowicach. Jest to jedna z największych konferencji neurodydaktycznych w kraju.
Właściciel firmy szkoleniowej "Neurodydaktyka doktora Kaczmarzyka"
W wolnych chwilach pisarz. W listopadzie 2020, nakładem Wydawnictwa Element ukazała się jego powieść beletrystyczna "Adam".

## Wybrane publikacje
- Kaczmarzyk M., Neurobiologia relacji czyli dlaczego tak trudno zrozumieć nastolatka? Psychologia w praktyce 3/2017
- Kaczmarzyk M., W stronę dydaktyki ewolucyjnej. Praktyczny wymiar neuronauk w praktyce szkolnej. (w red. Mazurkiewicz G., Ucząca się szkoła. Od rozwoju jednostek do rozwoju wspólnoty.), Wydawnictwo Uniwersytetu Jagiellońskiego 2015.
- Kaczmarzyk M., Rozproszona odpowiedzialność nauczyciela, czyli o statystycznej istocie wychowania. (w red. Mazurkiewicz G., Edukacja jako odpowiedź.), Wydawnictwo Uniwersytetu Jagiellońskiego 2014.
- Kaczmarzyk M., Inżynieria memetyczna w szkole. W stronę dydaktyki ewolucyjnej. Teksty z ulicy. Zeszyt memetyczny 15. Katowice 2014.
- Kaczmarzyk M., Słowo, ewolucja i wychowanie, czyli język jako przedłużenie mechanizmów lustrzanych. (w red. Welskop W., Przyszłość edukacji – edukacja przyszłości), Wydawnictwo naukowe Wyższej Szkoły Biznesu i Edukacji o Zadrowiu w Łodzi 2014.
- Kaczmarzyk M., Francikowski J., Łozowski B., Rozpędek M., Sawczyn T., Sułowicz S. The bit value of working memory. Psychol. Neurosci. vol.6 no.3 Rio de Janeiro July/Dec. 2013.
- Kaczmarzyk M., From Neurobiology to Memetic Authority, (w red. Potyrała K, Rożej-Pabijan E., Science – Society - Didactics), Uniwersytet Pedagogiczny Kraków 2013.
- Kaczmarzyk M., Kopeć D., Ewolucja biologiczna a procesy uczenia się i nauczania, (w red. Mazurkiewicz G., Jakość edukacji. Różne perspektywy), Wydawnictwo Uniwersytetu Jagiellońskiego 2012.
- Kaczmarzyk M., Dydaktyka ewolucyjna czyli darwinizm w szkolnej ławie, "Edukacja Biologiczna i Środowiskowa" 4/2009.
- Kaczmarzyk M., Kopeć D., Szympans w szkole - dydaktyka ewolucyjna, "Edukacja i dialog" 10/2008.
- Kaczmarzyk M., Kopeć D., Matematyk i poetka czyli płeć w szkole, "Edukacja i dialog" 4/2008.
- Kaczmarzyk M., Kopeć D., Tak zwane zło czyli ściąga w szkole, "Edukacja i dialog" 3/2008.
- Kaczmarzyk M., Kopeć D., Darwin w świecie memów. Co łączy geny, plotki i wirusa komputerowego?, "Biologia w szkole" 2/2008

## Książki
- Kaczmarzyk M., Obcy na planecie dorosłych: dlaczego czasem rodzice zatruwają ci życie? Wydawnictwo Dawid Mędrala 2024.
- Kaczmarzyk M., Strefa napięć. Historia naturalna konfliktu z nastolatkiem. Gliwice. Wydawnictwo Element 2020.
- Kaczmarzyk M., Migalski M., Homo Politicus Sapiens. Biologiczne aspekty politycznej gry. Katowice. Sonia Draga 2020.
- Kaczmarzyk M., Szkoła memów. Gliwice: Wydawnictwo Element 2018.
- Kaczmarzyk M., Unikat. Biologia wyjątkowości. Słupsk: Wydawnictwo Dobra Literatura 2018.
- Kaczmarzyk M., Szkoła neuronów: o nastolatkach, kompromisach i wychowaniu. Słupsk: Wydawnictwo Dobra Literatura, 2017.

- Kaczmarzyk M., Zielony mem, Śląski Ogród Botaniczny, Mikołów 2012.
- Kaczmarzyk M., Kopeć D., Dydaktyka zdrowego rozsądku, wyd. Wiking 2007.

## Poza nauką
- Kaczmarzyk M., Adam. Gliwice. Wydawnictwo Element 2020
- Kaczmarzyk M., Plum amfibianin. Wydawnictwo Mybook. 2012.